# Caiguda accidental

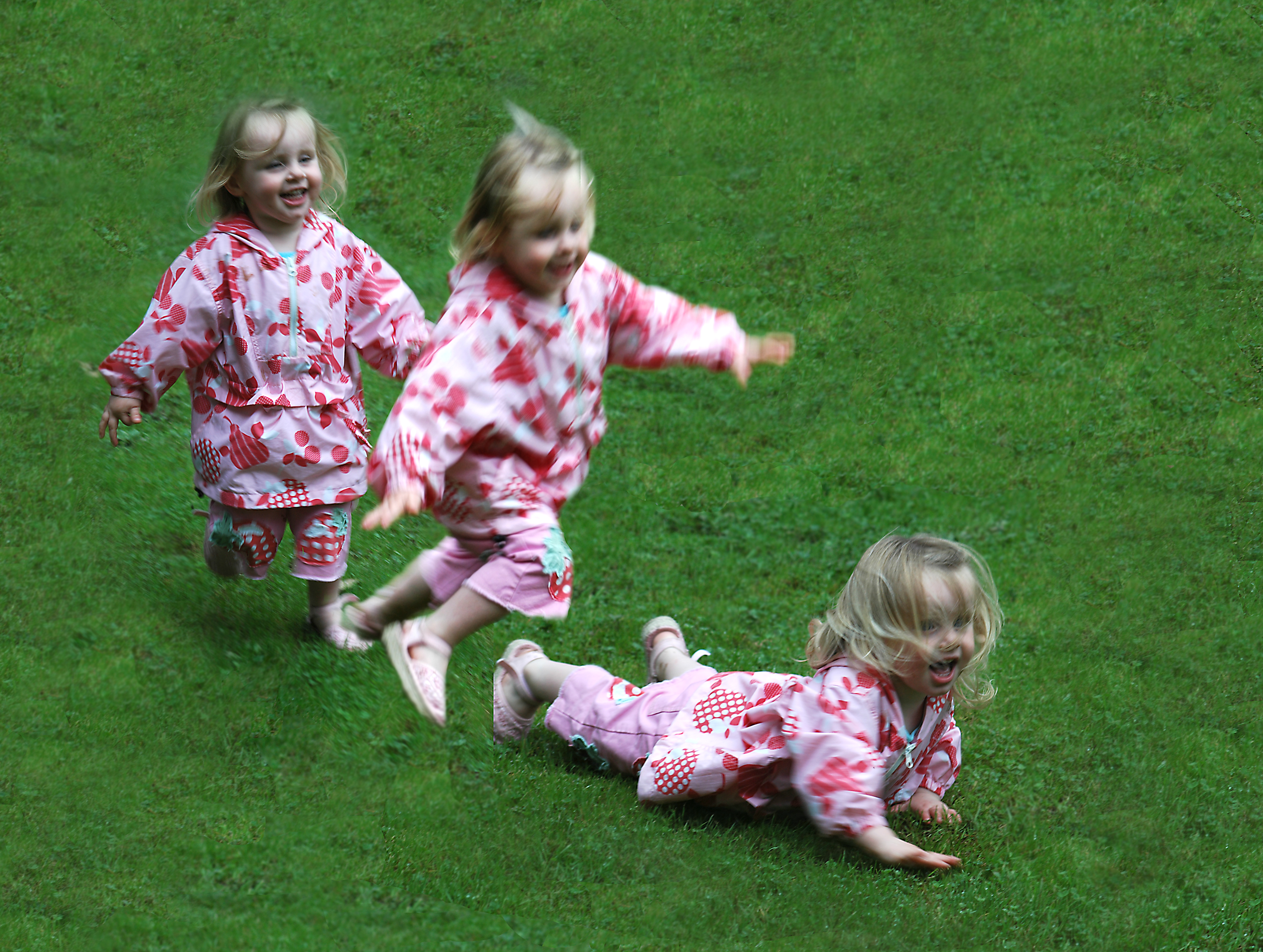
La caiguda és una experiència normal per als nens petits, però caure des d'una alçada important o sobre una superfície dura pot ser perillós.

Caure és l'acció en que una persona o animal perd l'estabilitat i acaba en una posició més baixa, sovint a terra. Així la caiguda accidental o caiguda per accident és la segona causa de mort accidental a tot el món i una de les principals causes de lesions personals, especialment en persones grans. Les caigudes en adults grans són una classe important de lesions prevenibles. Els obrers de la construcció, electricistes, miners i pintors són ocupacions amb altes taxes de caiguda lesions.
L'exercici a llarg termini sembla disminuir la taxa de caigudes en la gent gran. El 2015 es van produir uns 226 milions de casos de caigudes accidentals significatives. Aquests van provocar 527.000 morts.

## Epidemiologia
El 2013, les caigudes no intencionades van provocar aproximadament 556.000 morts a tot el món, més que les 341.000 morts el 1990. Són la segona causa més freqüent de mort per lesions no intencionades després de les dels accidents de trànsit.

Defuncions per caigudes per milió de persones el 2012   0–15   16–21  22–33  34–44  45–55  56– 69  70–88  89–106  107–129  130–314
Anys de vida ajustats per discapacitat per a caigudes per cada 100.000 habitants el 2004.[7]  no dades  menys de 40  40–110  110–180  180–250  250–320  320–390  390–460  460–530  530–600  600–670  670–1000  més de 1000